# 스위트룸

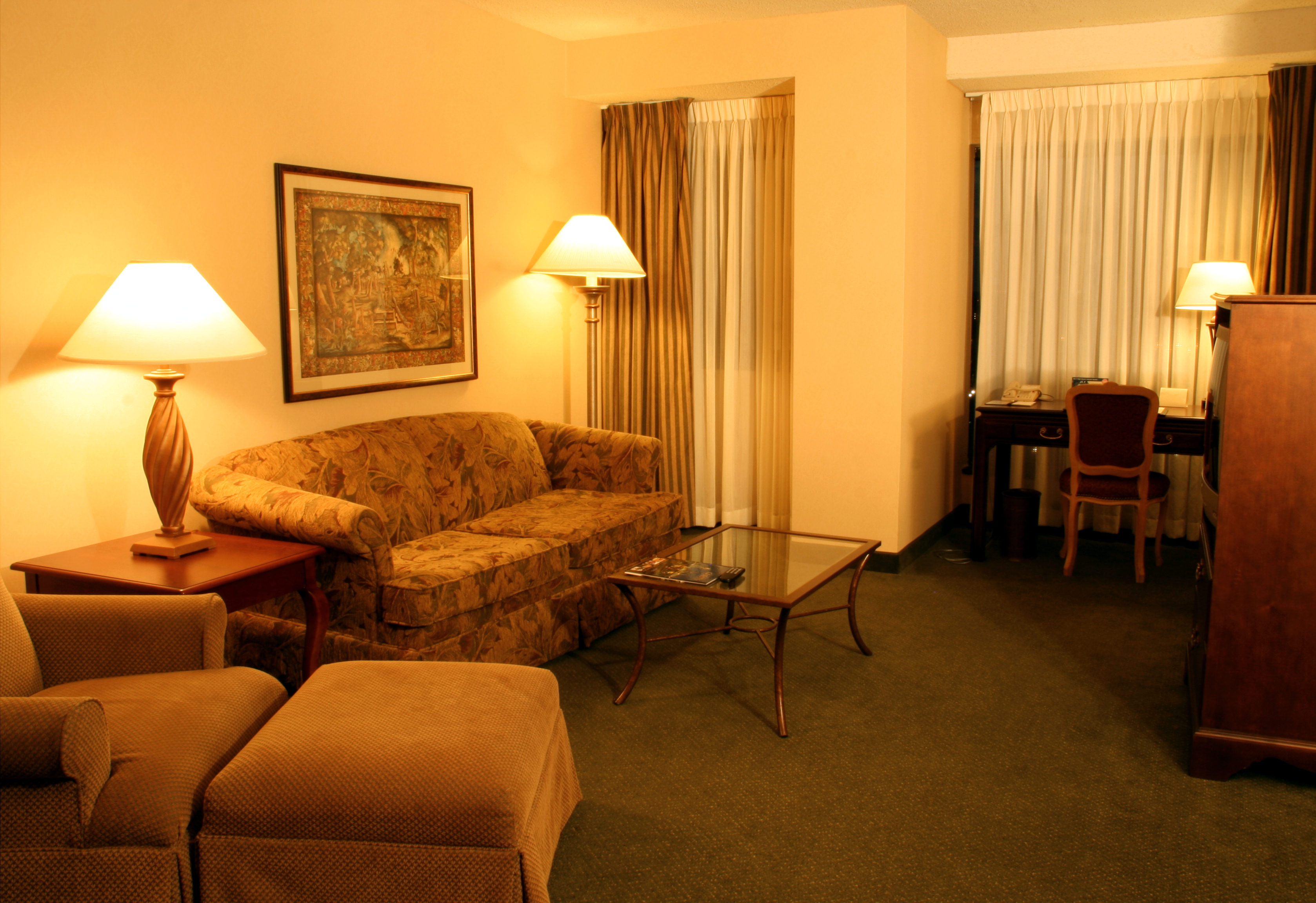
스위트룸

스위트룸(suite room)은 호텔 등에서 욕실이 있는 침실을 말한다. 스위트룸은 적어도 욕실이 딸린 침실 한 개와 거실겸 응접실 한 개 모두 2실로 짜여 있으며, 때로는 침실이 두 개 이상 있기도 하고, 거실과 응접실이 따로 분리되어 있기도 하다.

## 같이 보기
- 호텔
- 모텔
- 리조트
- 관광